# República romana (segle XIX)
La República romana va ser declarada com a estat de curta durada el 9 de febrer de 1849, quan el govern dels Estats Pontificis va ser substituït temporalment per un govern republicà a causa de la fugida de Pius IX a Gaeta. La república estava liderada per Carlo Armellini, Giuseppe Mazzini i Aurelio Saffi. Junts van formar un triumvirat, un reflex d'una forma de govern vista a l'antiga República Romana.
Una de les principals novetats que la República esperava assolir va ser consagrada en la seva constitució: totes les religions podien practicar-se lliurement i el papa tenia garantit el dret de governar l'Església catòlica. Aquestes llibertats religioses eren bastant diferents de la situació del govern anterior, que permetia que només el catolicisme i el judaisme fossin practicats pels seus ciutadans. La Constitució de la República Romana va ser la primera del món a abolir la pena de mort en la seva llei constitucional.

## Naixement de la República
El 15 de novembre de 1848 Pellegrino Rossi, Ministre de Justícia del govern papal, va ser assassinat. L'endemà, els liberals de Roma van omplir els carrers, on diversos grups van exigir un govern democràtic, reformes socials i una declaració de guerra contra l'Imperi austríac per alliberar territoris de llarga tradició cultural i ètnica italiana. La nit del 24 de novembre, el papa Pius IX va abandonar Roma disfressat de sacerdot ordinari i va sortir de l'estat fins a Gaeta, una fortalesa del Regne de les Dues Sicílies. Abans de sortir, havia permès la formació d'un govern dirigit per l'arquebisbe Carlo Emanuele Muzzarelli, al qual va escriure una nota abans de marxar:
| « | Confiem a la seva coneguda prudència i honestedat que informeu el ministre Galletti, que el compromís amb tots els altres ministres no només per defensar els palaus, sinó especialment les persones properes a vos que no coneixien la nostra decisió. Perquè no només vos i la vostra família som estimats al nostre cor, repetim que no sabien el nostre pensament, però molt més Recomanem als senyors tranquil·litat i ordre de tota la ciutat. | » |

El govern va emetre algunes reformes liberals que Pius IX va rebutjar i quan es va establir amb seguretat a Gaeta va dissenyar un nou govern. El Concili Suprem establert pel Papa i l'alcalde de Roma va crear una delegació i va ser enviada per tranquil·litzar el Papa i demanar-li que tornés el més aviat possible. Aquesta delegació estava integrada pel mateix alcalde, el príncep Tommaso Corsini, tres sacerdots - Rezzi, Mertel i Arrighi - Marchese Paolucci de Calboli, el doctor Fusconi i l'advocat Rossi. No obstant això, es van aturar a la frontera de l'Estat a Terracina. El Papa, informat d'això, es va negar a parlar amb ells. A Roma es va constituir una Costituente Romana, el 29 de novembre.

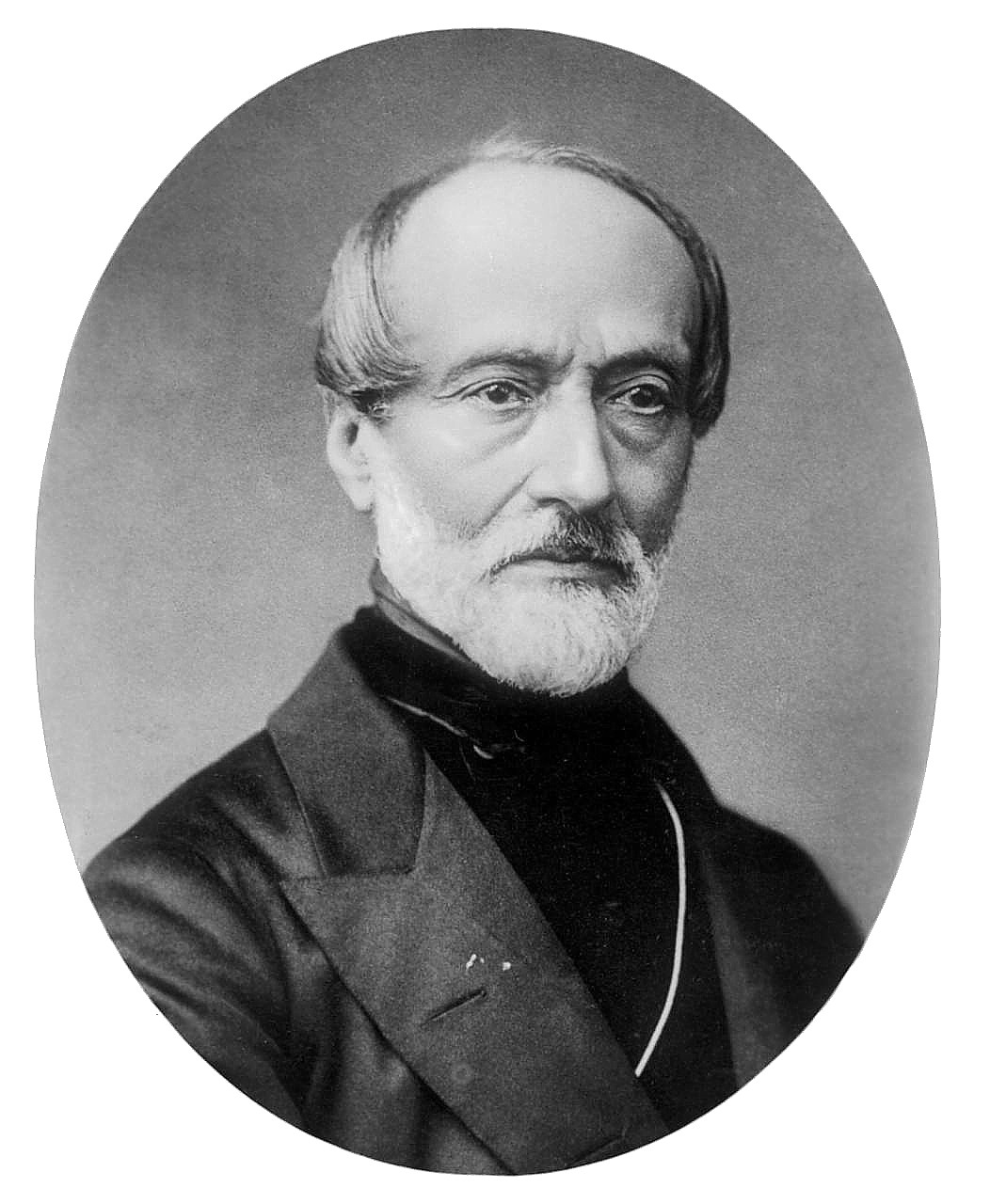
Giuseppe Mazzini

Sense un govern local a Roma, per primera vegada a la història, es van reunir assemblees populars. Margaret Fuller va descriure la processó sota una nova bandera, una tricolore enviada des de Venècia, que posà la bandera en les mans de l'estàtua eqüestre de Marc Aureli al Campidoglio, i la reacció popular enutjada davant les advertències papals d'excomunió per a accions polítiques de novembre rebut de Gaeta i publicat el dia 3. Els Costituenti van decidir programar eleccions directes i universals (els electors eren tots els ciutadans de l'Estat, homes i majors de 21 anys) el 21 de gener de 1849 següent. Des que el papa va prohibir als catòlics votar en aquestes eleccions (va considerar la convocatòria de les eleccions "un acte monstruós de delictes que els patrocinadors de la demagògia anàrquica van fer sense màscara", un "intent anormal i sacrilegi ... que mereixia els càstigs escrits tant en les lleis divines com en les lleis humanes"), l'assemblea constitucional resultant (informalment coneguda com "L'Assemblea dels Condemnats") tenia una inclinació republicana. A totes i cadascuna de les parts dels Estats pontificis més del 50% dels votants potencials van acudir a les urnes.

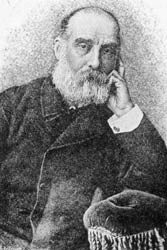
Aurelio Saffi.

No se'ls va demanar als votants que s'expressessin sobre els partits, sinó que votessin a persones. L'advocat Francesco Sturbinetti, que havia dirigit el Consell dels Diputats, va rebre el major nombre de vots, seguit de Carlo Armellini, el metge Pietro Sterbini, monsenyor Muzzarelli, a les mans de les quals Pius havia deixat la ciutat i Charles Lucien Bonaparte, príncep de Canino. L'aristocràcia estava representada amb un príncep, sis marquesos, quinze comtes i altres tres nobles. La nova assemblea va estar dominada per la burgesia, els rics, els professionals i els empleats. Incloïa vint-i-set propietaris, un banquer, cinquanta-tres juristes i advocats, sis graduats, dotze professors, dos escriptors, vint-i-un metges, un farmacèutic, sis enginyers, cinc empleats, dos comerciants, dinou militars, un anterior i un monsenyor.
El 2 de febrer de 1849, en un míting polític celebrat al Teatro Apollo, un jove antic sacerdot romà, l'abbé Arduini, va pronunciar un discurs en què va declarar que el poder temporal dels papes era una «mentida històrica, una impostura política i una immoralitat religiosa».
L'Assemblea constitucional es va convocar el 8 de febrer i va proclamar la República romana després de la mitjanit del 9 de febrer. Segons Jasper Ridley: «Quan es va cridar el nom de Charles Lucien Bonaparte, que era membre de Viterbo, va respondre a la crida anomenada "Visca la República" (Viva la Repubblica)». Que una República romana era un avantpassat d'experiències més àmplies es va expressar en l'aclamació de Giuseppe Mazzini com a ciutadà romà.

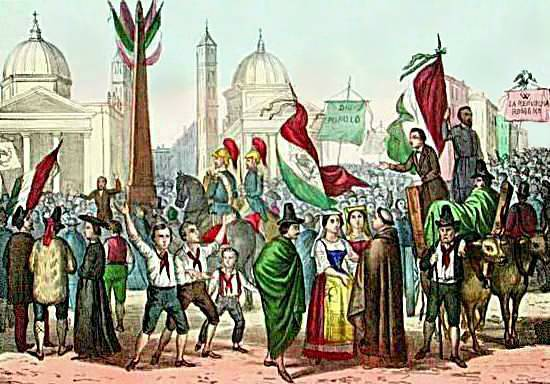
Proclamació de la República romana el 1849, a la Piazza del Popolo

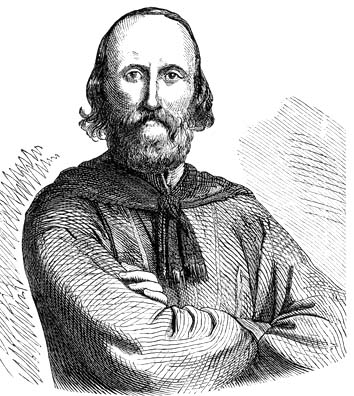
Giuseppe Garibaldi.

Quan les notícies van arribar a la ciutat per la decisiva derrota de les forces piemonteses a la batalla de Novara (22 de març), l'Assemblea va proclamar el Triumvirat, de Carlo Armellini (romà), Giuseppe Mazzini (romà) i Aurelio Saffi (de Teramo, Estats pontificis), i un govern, dirigit per Muzzarelli i compost també per Aurelio Saffi (de Forlì, Estats pontificis). Entre els primers actes de la República es trobava la proclamació del dret del Papa a continuar el seu paper com a cap de l'Església romana. El Triumvirat va aprovar una legislació popular per eliminar impostos onerosos i donar feina als aturats.
Giuseppe Garibaldi formà la "Legió italiana", amb molts reclutes procedents del Piemont i els territoris austríacs de Llombardia i Venècia, i va prendre una estació a la ciutat fronterera de Rieti a la frontera amb el Regne de les Dues Sicíl·lies. Allà la legió va arribar a uns 1.000 efectius i va guanyar disciplina i organització.
El Papa va demanar ajuda militar als països catòlics. Saliceti i Montecchi van abandonar el Triumvirat; Saffi i Giuseppe Mazzini, fundador genovès de la revista La Giovine Italia, que havien estat l'esperit rector de la República des del principi, van ocupar els seus llocs el 29 de març. Mazzini va guanyar amics entre els pobres confiscant algunes de les grans finques de l'Església i distribuint-les als camperols. Va inaugurar les reformes de l'asil a les presons i els manicomis, la llibertat de premsa i l'educació laica, però es va apartar del "dret al treball", després d'haver vist aquesta mesura fracassar a França.

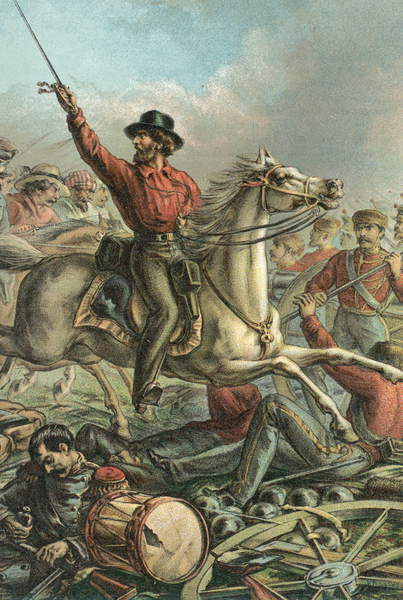
Garibaldi captura quatre canons francesos a Roma. Il·lustració de The Life and Times of Garibaldi, publicada per Walter Scott.

No obstant això, les polítiques del govern (impostos més baixos, augment de la despesa) van fer que el govern tingués problemes amb les seves finances i hagués de recórrer a la inflació de la moneda per pagar els seus deutes. La inflació descontrolada podria haver condemnat completament la República per si sola, però també va enfrontar amenaces militars.
El Piemont estava en perill d'atac per part de les forces austríaques, i el moviment de tropes de la República a la zona era una amenaça per a Àustria (que sens dubte era capaç d'atacar la mateixa Roma). El comandant en cap de les forces austríaques a Milà, el comte Joseph Radetzky, havia comentat durant els "Cinc dies gloriosos" de Milà: «Tres dies de sang ens donaran trenta anys de pau».
Però la República romana cauria davant d'un altre enemic inesperat. A França, el nou president electe Louis-Napoléon Bonaparte, que aviat es declararia emperador Napoleó III, es va trencar. Ell mateix havia participat en una insurrecció en els Estats pontificis contra el papa el 1831, però en aquest moment estava sotmès a una intensa pressió per part dels catòlics francesos ultramontans, que l'havien votat de manera aclaparadora. Tot i que va dubtar a trair els liberals italians, va decidir enviar tropes franceses per restaurar el papa.

## Setge francès

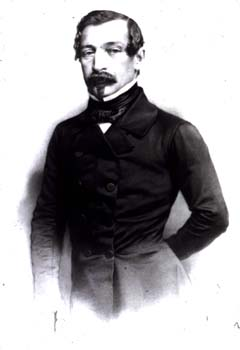
El president de la Segona República francesa Louis-Napoleon Bonaparte, aviat emperador Napoleó III de França.

El 25 d'abril, entre vuit i deu mil tropes franceses del general Charles Oudinot van desembarcar a Civitavecchia, a la costa nord-oest de Roma, mentre que Espanya va enviar a Gaeta 4 000 homes sota Fernando Fernández de Córdova, on el papa va romania en el seu refugi. L'endemà, els francesos van enviar un oficial de l'estat major per reunir-se amb Giuseppe Mazzini amb una dura afirmació que el papa seria restaurat al poder. L'Assemblea Romana revolucionària, enmig d'un assentat crit de "Guerra!, Guerra!", Va autoritzar Mazzini a resistir els francesos per la força de les armes.
Els francesos esperaven poca resistència dels "usurpadors". Però la decisió republicana va ser endurida per la carismàtica i retarda entrada triomfal de Giuseppe Garibaldi a Roma, finalment, el 27 d'abril, i per l'arribada el 29 d'abril dels Bersaglieri llombards, que recentment havia expulsat els austríacs dels carrers de Milà amb noves tàctiques de lluita casa a casa. Es van erigir defenses al Janícul, i les vil·les als afores de la ciutat estaven guarnides. El 30 d'abril, els mapes obsolets d'Oudinot el van portar a marxar cap a una porta que havia estat emmurallada algun temps abans. El primer cop de canó es va confondre amb la salva del migdia i els francesos sorpresos van ser derrotats pels romans furiosament anticlericals del Trastevere, Els legionaris i els ciutadans-soldats de Garibaldi, que els van enviar de tornada al mar. Però malgrat la insistència de Garibaldi, Mazzini no tenia sentit de fer el seguiment del seu avantatge, ja que no havia esperat un atac dels francesos i esperava que la República romana pogués fer-se amiga de la República francesa. Els presoners francesos van ser tractats com a hostes de la guerra i enviats de nou amb tractats republicans citant l'article V de la recent constitució francesa: «França respecta les nacionalitats estrangeres. La seva força no serà emprada contra la llibertat de cap poble».

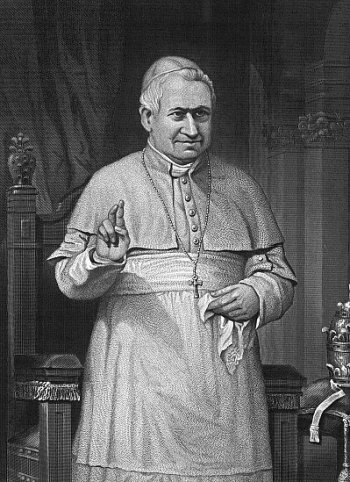
Pius IX.

Com a resultat, Oudinot va poder reagrupar-se i esperar reforços; el temps va resultar estar del seu costat, i l'intent de diplomàcia de Mazzini va resultar fatal per a la República romana. Una carta de Louis Napoleó va animar a Oudinot i li va assegurar reforços francesos. El govern francès va enviar a Ferdinand de Lesseps a negociar un alto el foc més formal. Les tropes napolitanes simpàtiques al papat van entrar en territori de la República romana i de Lesseps va suggerir que les forces d'Oudinot en la seva posició actual podrien protegir la ciutat de la convergència d'un exèrcit austríac amb la força napolitana: el triumvirat romà estava d'acord. Molts italians de fora dels Estats pontificis es van desplaçar a Roma per lluitar per la República: entre ells hi havia Goffredo Mameli, que havia intentat formar un estat comú unint-se a la República Romana i a la Toscana, i que va morir d'una ferida soferta en la defensa de Roma.
El setge va començar seriosament l'1 de juny i, malgrat la resistència de l'exèrcit republicà, liderat per Garibaldi, els francesos van triomfar el 29 de juny. El 30 de juny l'Assemblea romana es va reunir i va debatre sobre tres opcions: rendir-se; seguir lluitant als carrers de Roma; per retirar-se de Roma i continuar la resistència als Apenins. Garibaldi va fer un discurs en què va afavorir la tercera opció i després va dir: Dovunque saremo, colà sarà Roma. ("On sigui que sigui, hi haurà Roma!").
Es va negociar una treva l'1 de juliol i el 2 de juliol Garibaldi, seguit per unes 4.000 soldats, es va retirar de Roma per refugiar-se a la República neutral de San Marino. L'exèrcit francès va entrar a Roma el 3 de juliol i va restablir el poder temporal de la Santa Seu. L'agost Louis Napoleó va publicar una mena de manifest en què va demanar a Pius IX una amnistia general, una administració secularitzada, l'establiment del Codi Napoleònic i, en general, un govern liberal. Pius, de Gaeta, va prometre reformes que va declarar motu proprio, és a dir, per voluntat pròpia, no en resposta als francesos.
El Papa no va tornar a Roma fins a l'abril de 1850, ja que els francesos eren considerats igualment liberals, i el Papa no tornaria fins que no hi hagués una intervenció francesa assegurada. Els soldats francesos van recolzar l'administració papal a Roma fins que van ser retirats en l'estat de la guerra franco-prusiana el 1870, cosa que va provocar la posterior captura de Roma i l'annexió al Regne d'Itàlia.

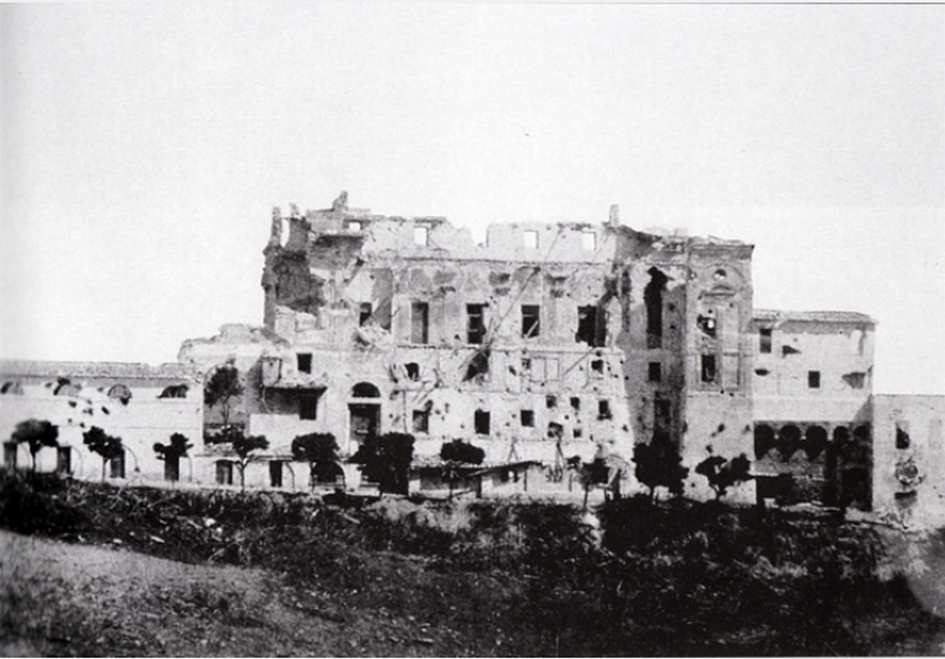
Casino Savorelli després dels bombardejos francesos de Roma el 1849

Segons Raffaele De Cesare:
| « | La qüestió romana era la pedra lligada als peus de Napoleó, que el va arrossegar cap a l'abisme. Mai no va oblidar, fins i tot a l'agost de 1870, un mes abans de Sedan, que era un sobirà d'un país catòlic, que havia estat fet emperador i que estava recolzat pels vots dels conservadors i per la influència del clergat; i que era el seu suprem deure de no abandonar el pontífex. […] Durant vint anys, Napoleó III havia estat el veritable sobirà de Roma, on tenia molts amics i relacions […] Sense ell el poder temporal mai no hauria estat reconstituït ni hauria estat reconstituït. | » |

## En la cultura popular
El 1949 es va realitzar una pel·lícula italiana, Cavalcata d'eroi, per commemorar el centenari de la República, encara que no es va llançar fins a l'any següent. Va ser dirigida per Mario Costa i protagonitzada per Carla Del Poggio i Cesare Danova.
El llarg poema d'Arthur Hugh Clough, Amours de Voyage, té lloc durant el setge de Roma, amb un personatge que descriu la lluita en cartes al seu amic.
La pel·lícula In nome del popolo sovrano (1990), dirigida per Luigi Magni, guanyador del David di Donatello, està dedicada a la República Romana i als seus protagonistes.
Follow My Black Plume és una novel·la històrica juvenil de Geoffrey Trease establerta durant la República, basada en la narració de Trevalyn.